# Vernakalant
Il vernakalant è un composto chimico di formula {\displaystyle {\ce {C20H31NO4}}}.

## Storia
Venne sviluppato da Cardiome Pharme. La formulazione intravenosa fu approvata per l'uso clinico in Europa nel 2010 e in Canada nel 2017.

## Caratteristiche strutturali e fisiche
Il composto appartiene alla classe degli alcoli, in particolare si tratta di un fenolo.
| N. di atomi pesanti                  | 25             |
| N. di stereocentri atomici           | 3              |
| N. di donatori di legami a idrogeno  | 1              |
| N. di accettori di legami a idrogeno | 5              |
| N. di legami ruotabili               | 7              |
| Massa monoisotopica                  | 349,22530847 u |
| Superficie polare                    | 51,2 Å²        |

## Reattività e caratteristiche chimiche

### Spettri analitici
- 13C NMR[5]
- IR in fase di vapore[6]

## Farmacologia e tossicologia

### Farmacodinamica
Nei pazienti, le concentrazioni plasmatiche di picco medie sono pari a 3,9 μg/ml dopo un'unica infusione di 10 minuti con 3 mg/kg di Vernakalant cloridrato. Dopo una seconda infusione di 2 mg/kg con un intervallo di 15 minuti, la concentrazione media raggiunge i 4,3 μg/ml.
Il volume di distribuzione è di circa 2L/kg. Il composto ha una bassa capacità di legarsi alle proteine e la sua frazione libera nel siero umano varia tra 53-63% a una concentrazione di 1-5 μg/ml. Vernakalant viene metabolizzato principalmente attraverso la O-demetilazione mediata da CYP2D6 nei metabolizzatori estensivi di CYP2D6. Nei metabolizzatori scarsi di CYP2D6, invece, la glucuronidazione rappresenta la principale via metabolica.
L'emivita di eliminazione nei metabolizzatori estensivi di CYP2D6 è di 3 ore, mentre nei metabolizzatori scarsi di CYP2D6 è di 5,5 ore. Il composto viene escreto principalmente per via renale. La clearance corporea totale tipica è stata stimata in 0,41 l/hr/kg.
Viene classificato fra gli antiaritmici di classe III e, come gli altri farmaci appartenenti a tale gruppo, blocca i canali del potassio a livello atriale. È in grado di bloccare anche i canali del sodio.
Vernakalant blocca le correnti in tutte le fasi del potenziale d'azione atriale, inclusi i canali del potassio specifici dell'atrio (il rettificatore ultra-rapido ritardato e le correnti di potassio dipendenti dall'acetilcolina), prolungando il periodo refrattario. Agisce in modo dose-dipendente per prolungare la refrattarietà atriale, la conduzione nodale AV e la refrattarietà, con un lieve prolungamento della durata del QRS senza influenzare significativamente il periodo refrattario ventricolare. Vernakalant ha un'elevata affinità per i canali ionici coinvolti nella ripolarizzazione del tessuto atriale ed è considerato avere un basso potenziale proaritmico.
Vernakalant blocca i canali del sodio voltaggio-dipendenti atriali in modo dose- e frequenza-dipendente, inibendo la corrente tardiva del sodio (INa), che influisce sulla conduzione intra-atriale. Questo blocco di corrente accelera l'insorgenza dell'azione del farmaco a frequenze cardiache più elevate, poiché l'affinità di Vernakalant per INa aumenta. Il legame si dissocia rapidamente quando la frequenza cardiaca diminuisce.
Inoltre, Vernakalant blocca il canale Kv 1.5 e i suoi canali del potassio ad attivazione precoce (IKur), oltre a inibire i canali del potassio attivati dall'acetilcolina (IKAch), specifici dell'atrio, causando un prolungamento della refrattarietà atriale. Il farmaco blocca anche il canale Kv4.3 e la sua corrente transitoria del potassio (Ito), che influisce maggiormente sulla refrattarietà atriale rispetto a quella ventricolare. Vernakalant ha un blocco minimo dei canali hERG e della corrente del potassio attivata rapidamente/ritardata (IKr), il che spiega il lieve prolungamento del QT. Inoltre, l'allargamento del QRS dovuto al blocco di INa contribuisce al prolungamento del QT.

### Effetti del composto e usi clinici
È un farmaco a piccole molecole usato nel trattamento della fibrillazione atriale. Vernakalant è indicato per la conversione rapida della fibrillazione atriale di recente insorgenza in ritmo sinusale negli adulti. È destinato ai pazienti non sottoposti a intervento chirurgico con fibrillazione atriale di durata inferiore a 7 giorni e ai pazienti post-chirurgia cardiaca con fibrillazione atriale di durata inferiore a 3 giorni.